# Catedrala din Nantes
Catedrala din Nantes, cu hramul sfinților Petru și Paul, este un monument de arhitectură gotică.